# Trương Xuân Hiền
Trương Xuân Hiền (sinh tháng 5 năm 1953) là chính khách nước Cộng hòa Nhân dân Trung Hoa, được biết đến nhờ nhiệm kỳ là Bí thư Khu ủy Khu tự trị Duy Ngô Nhĩ Tân Cương và Chính ủy Binh đoàn sản xuất và xây dựng Tân Cương từ năm 2010 đến năm 2016. Năm 2005 đến năm 2010, ông giữ chức vụ Bí thư Tỉnh ủy Hồ Nam.

## Tiểu sử
Trương Xuân Hiền sinh ra trong một gia đình bình thường ở Vũ Châu, tỉnh Hà Nam, ông gia nhập quân đội ở tuổi 17. Sau bốn năm trong quân đội, ông quay trở về quê hương của mình để làm việc trên một trang trại. Sau đó, ông đã đi học tại Học viện Máy móc hạng nặng Đông Bắc (nay là Đại học Yến Sơn). Sau khi tốt nghiệp, ông nhận được một công việc được nhà nước phân công tại Bộ Công nghiệp Cơ khí thứ 3, làm việc với vai trò một kỹ thuật viên kỹ thuật hàng không vũ trụ. Tại một viện nghiên cứu thuộc Bộ, Trương Xuân Hiền đã thăng tiến qua các cấp bậc, cuối cùng trở thành lãnh đạo của viện. Năm 1991, ông được xác định là một tài năng trẻ bởi tổ chức đảng. Ông được chuyển đến Bắc Kinh để làm việc cho Bộ Giám sát, sau đó Trương Xuân Hiền được chuyển giao cho Tổng công ty Máy móc Thực phẩm và Bao bì Quốc gia Trung Quốc để làm Tổng Giám đốc.
Tháng 8 năm 1995, Trương Xuân Hiền được gửi đến tỉnh Vân Nam để trở thành trợ lý cho Tỉnh trưởng tỉnh Vân Nam. Hai năm sau, ông quay trở lại Bắc Kinh làm Thứ trưởng Bộ Giao thông cho đến năm 2002 rồi giữ chức vụ Bộ trưởng Bộ Giao thông Cộng hòa Nhân dân Trung Hoa từ năm 2002 đến 2005.
Năm 2005, Trương Xuân Hiền trở thành Bí thư Tỉnh ủy Hồ Nam. Năm 2006, ông đồng thời đảm nhiệm vai trò Chủ nhiệm Ủy ban Thường vụ Đại hội đại biểu nhân dân tỉnh Hồ Nam. Trương Xuân Hiền thay thế Vương Nhạc Tuyền làm Bí thư Khu ủy Khu tự trị Duy Ngô Nhĩ Tân Cương vào tháng 4 năm 2010 và được kế nhiệm bởi Chu Cường trong vai trò Bí thư Tỉnh ủy, Chủ nhiệm Ủy ban Thường vụ Đại hội đại biểu nhân dân tỉnh Hồ Nam. Trương Xuân Hiền đã được ghi nhận mang xe buýt nhanh (BRT) đến các đường phố lớn chủ yếu của Ürümqi, xây dựng Trung tâm Hội nghị Quốc tế Tân Cương và nối lại các kết nối internet trong khu vực sau một lệnh cấm kéo dài một năm do hậu quả của cuộc bạo động Urumqi tháng 7 năm 2009.
Ông là Ủy viên Ủy ban Trung ương Đảng Cộng sản Trung Quốc các khóa XVI (2002-2007), XVII (2007-2012), XVIII (2012-2017) và khóa XIX (2017-2022). Ông cũng là Ủy viên Bộ Chính trị Đảng Cộng sản Trung Quốc khóa XVIII.
Trương Xuân Hiền được biết đến với việc sử dụng Tencent Weibo, một dịch vụ tiểu blog phổ biến được hỗ trợ bởi Tencent, tăng vọt về mức sử dụng trong hội nghị lần thứ tư của Đại hội đại biểu Nhân dân toàn quốc khóa XI năm 2011. Ông là quan chức cấp cao nhất của Trung Quốc dùng tiểu blog Weibo.

### Hậu Tân Cương
Sau khi Trương Xuân Hiền rời Tân Cương, ông được bổ nhiệm làm Phó Tổ trưởng Tiểu tổ lãnh đạo công tác xây dựng Đảng Trung ương, một tiểu tổ do Lưu Vân Sơn giữ chức Tổ trưởng. Các nhà phân tích chính trị lưu ý rằng sự tham gia của ông trong sự gắn kết và tổ chức của đảng là một sự thăng cấp, thậm chí có thể là một dấu hiệu cho thấy ông sẽ được chuẩn bị để đảm nhiệm một vai trò về các vấn đề đảng quan trọng hơn sau Đại hội Đảng Cộng sản Trung Quốc lần thứ XIX. Xuất hiện trước công chúng lần đầu tiên của Trương Xuân Hiền với tư cách là một phần của Tiểu tổ lãnh đạo công tác xây dựng Đảng Trung ương là một chuyến thăm đến khu trung tâm cách mạng cộng sản Diên An. Tuy nhiên, các nhà quan sát khác đã diễn giải sự điều chuyển bi quan hơn, lưu ý rằng nó thực ra phản chiếu sự ra đi riêng của Vương Nhạc Tuyền từ Tân Cương sáu năm trước đó khi ông được trao cho một vai trò tượng trưng bề ngoài với tư cách là cấp phó cho trùm an ninh Chu Vĩnh Khang. Trương Xuân Hiền được coi là một ứng cử viên thăng cấp vào Ban Thường vụ Bộ Chính trị tại Đại hội Đảng Cộng sản Trung Quốc vào tháng 10 năm 2017, nhưng cuối cùng ông đã không trở thành Ủy viên Thường vụ Bộ Chính trị. Ông không được bầu lại vào Bộ Chính trị tại Đại hội Đảng Cộng sản Trung Quốc lần thứ XIX vào tháng 10 năm 2017 nhưng vẫn duy trì tư cách Ủy viên Ủy ban Trung ương Đảng.
Ngày 17 tháng 3 năm 2018, Trương Xuân Hiền được bầu làm Phó Ủy viên trưởng Ủy ban Thường vụ Đại hội Đại biểu Nhân dân Toàn quốc.